# Władysław Komar
Władysław Komar, född den 11 april 1940 i Kaunas i Litauen - död den 17 augusti 1998 i Przybiernów, var en polsk friidrottare som tävlade i kulstötning.
Komar deltog vid tre olympiska spel. Vid Olympiska sommarspelen 1964 slutade han på nionde plats. Vid Olympiska sommarspelen 1968 slutade han sexa. Hans tredje mästerskap var Olympiska sommarspelen 1972 där han vann guld, efter att ha stött 21,18 meter, vilket då var nytt olympiskt rekord.
1998 avled han i en bilolycka tillsammans med Tadeusz Ślusarski som var olympisk mästare i stavhopp.
Efter karriären var han skådespelare och medverkade bland annat i filmen Pirates av Roman Polanski.

## Personliga rekord
- Kulstötning - 21,19 meter